# ريتشارد كلارك
ريتشارد كلارك (بالإنجليزية: Richard A. Clarke) (و. 1950 – م) عينه الرئيس كلنتون منسقا قوميا أول للأمن، وحماية البنية التحتية، ومواجهة للإرهاب في ايار/مايو 1998 و بقي في موقعه تحت إدارة جورج دبليو بوش (بالإنجليزية: George W. Bush) و بقي حتى اّذار/مارس 2003 عضوا تنفيذيا رئيسيا في الخدمات الأمنية الأتحادية. بدأ عمله سنة 1973 في مكتب وزير الدفاع محللا لشؤون السلاح النووي والأمن الأوروبي. و في إدارة ريغان (بالإنجليزية: Ronald Reagan) كان نائب وزير الخارجية المساعد لشؤون الاستخبارات. و في إدارة بوش الأول (George Herbert Walker Bush) كان مساعد لوزير الخارجية للشؤون العسكرية - السياسية.

## التعليم
تعلم في جامعة بنسلفانيا.

## روابط خارجية
- ريتشارد كلارك على موقع IMDb (الإنجليزية)
- ريتشارد كلارك على موقع ميوزك برينز (الإنجليزية)
- ريتشارد كلارك على موقع إن إن دي بي (الإنجليزية)
- ريتشارد كلارك على موقع قاعدة بيانات الفيلم (الإنجليزية)